# Cheyne éditeur
Cet article possède un paronyme, voir Éditions du Chêne.
Cheyne éditeur est une maison d'édition française indépendante créée en 1980 par Jean-François Manier et Martine Mellinette, elle est spécialisée dans la poésie contemporaine. En 2017, la société est reprise en cogérance par Elsa Pallot et Benoît Reiss.

## Historique
Jean-François Manier et Martine Mellinette s'installent au Chambon-sur-Lignon, en Haute-Loire, ils créent Cheyne éditeur, nommé ainsi selon le lieu-dit où est située l'école que le maire met à leur disposition en 1979.
Les trois premiers ouvrages paraissent en 1980.
Le prix de poésie Kowalski, créé par la ville de Lyon en 1984, récompense chaque année un manuscrit en l'éditant chez Cheyne.
Depuis 1992 l'éditeur organise à Cheyne, au mois d'août, le festival Lectures sous l'arbre. Ces semaines de lectures et de rencontres autour de la poésie contemporaine mettent chaque année un pays à l'honneur, les Balkans en 2015, la Chine en 2016.
En 1998, la publication de Matin brun de Franck Pavloff devient rapidement un succès d’une ampleur inattendue, avec près de 2 millions de livres vendus à ce jour.
L'atelier déménage et s'installe à Devesset, en Ardèche, en 2013. Dans les anciens locaux, Manier et son fils ouvrent une librairie et un bar à vin : L’Arbre vagabond
Fin 2016, une nouvelle équipe relaie les fondateurs qui prennent leur retraite,.

## Organisation
La maison d’édition est dirigée par deux cogérants Elsa Pallot et Benoît Reiss. L’équipe éditoriale  compte cinq directeurs de collection, deux correctrices. 
L’équipe salariée comporte un conducteur-typographe, une façonnière, un chargé de diffusion, un chargé de distribution et du service manuscrits. 
Édition et impression, toute la chaîne de fabrication du livre se fait à Devesset. L’atelier a reçu le label Entreprise du Patrimoine Vivant.
Le catalogue comporte 400 titres depuis 40 ans. Sur 1000 manuscrits reçus, une douzaine est publiée chaque année. 

## Collections
Le catalogue Cheyne comporte sept collections :
- Collection Poèmes pour grandir[11], dirigée par Martine Mellinette, puis par Elsa Pallot. Elle s'adresse aux enfants et adultes.
- Collection verte, dirigée par Jean-François Manier et Jean-Claude Dubois.
- Collection grise, dirigée par Jean-François Manier puis Benoit Reiss, elle publie des auteurs peu connus.
- Collection Grands fonds, dirigée par Jean-Marie Barnaud et Jean-Pierre Siméon, puis par Mariette Navarro et Emmanuel Echivard).
- Collection D'une voix l'autre, dirigée par Jean-Baptiste Para, pour le domaine étranger.
- Collection Prix de la vocation, publié avec le concours de la fondation Marcel Bleustein-Blanchet[12].
- Collection Anniversaire pour les 40 ans de Cheyne éditeur, avec le concours de la Région Auvergne-Rhône-Alpes : 6 livres et auteurs autour d’un thème commun grandir.

Autres livres hors collection :
- États provisoires du poème. Cette revue annuelle est une coédition TNP - Cheyne éditeur.
- Les Cahiers de la DRAC Auvergne. Revue thématique. Une coédition ministère de la Culture-Cheyne éditeur.

## Principaux auteurs publiés
Cheyne édite les poètes Jean-Pierre Siméon et Jean-Marie Barnaud. Parmi les 150 auteurs publiés entre 1980 et 2020 la maison d'édition compte aussi les recueils de Marc Blanchet, Marie Cosnay, David Dumortier, Emmanuel Echivard, Jean-Pierre Lemaire, Jean-Yves Masson, Ito Naga, Isabelle Pinçon, Didier Pobel, Nathalie Quintane, Philippe Rahmy, Pascal Riou, Dominique Sorrente, ainsi que Linda Maria Baros, Déborah Heissler, Mariette Navarro, Antoine Wauters, Jean D'Amérique, Victor Malzac, Vincent Calvet... [source insuffisante]
Dans sa collection « D'une voix l'autre » Cheyne édite des poètes étrangers traduits en français, tels que Reiner Kunze, Czeslaw Milosz, Ali Podrimja, Fabio Pusterla, Davide Rondoni, Meng Ming.
Illustrateurs, graphistes, peintres : Colette Deblé, Jean-Pierre Schneider, Estelle Aguelon, Jacques Bibonne, Laurence Jeannest, Martine Melinette.

## Expositions
A l'occasion du dixième anniversaire de la maison, en 1990, la Bibliothèque nationale de France lui consacre une exposition dans sa galerie Colbert intitulée Cheyne à la Bibliothèque nationale : le Poème et son encre.
Dernières expositions :
- 2007 : bibliothèques municipales de Toul, Beaumont, Aix-les-Bains.
- 2008 : Maison de la poésie de Saint-Quentin en Yvelines.
- 2008 : bibliothèques municipales de Hyères, Cavaillon, Évry.
- 2009 : bibliothèques municipales d’Antibes - Juan-les-Pins, Rochefort.
- 2010 : Orangerie du jardin du Luxembourg (Sénat), Paris.
- 2012 : médiathèques de Gréoux-les-Bains, St-Étienne, Villeneuve-d’Ascq.
- 2013 : bibliothèques municipales de Saint-Chamond, Saint-Yorre, et Maison des livres d’artistes de Lucinges.
- 2014 : médiathèques de Mérignac, Bar-le-Duc.
- 2018 : médiathèque de Draguignan, Institut français d’Athènes.
- 2020 : Bibliothèque du patrimoine, Clermont-Ferrand[15] ; Bibliothèque municipale de Lyon : Sous les mains de qui aurait l'audace - Cheyne[2],[16].